# Bad Endbach
Bad Endbach – miejscowość i gmina uzdrowiskowa w Niemczech, w kraju związkowym Hesja, w rejencji Gießen, w powiecie Marburg-Biedenkopf.